# Крайні точки Ліхтенштейну
Це список крайніх географічних точок Ліхтенштейну

## Координати
- Північ: 47°16′15″ пн. ш. 09°31′51″ сх. д. / 47.27083° пн. ш. 9.53083° сх. д.
берег Рейну, громада Руґґель, на кордоні з Швейцарією та Австрією,
- Південь: 47°02′55″ пн. ш. 09°33′26″ сх. д. / 47.04861° пн. ш. 9.55722° сх. д.
громада Трізен, на кордоні з Швейцарією
- Захід: 47°03′46″ пн. ш. 09°28′18″ сх. д. / 47.06278° пн. ш. 9.47167° сх. д.
берег Рейну, громада Бальцерс, на кордоні з Швейцарією
- Схід: 47°03′55″ пн. ш. 09°38′08″ сх. д. / 47.06528° пн. ш. 9.63556° сх. д.
огромада Трізенберг, на кордоні з Австрією.

## Відносно рівня моря
- Найвища: гора Граушпіц, Ретікон, (2599 м), 47°03′10″ пн. ш. 09°34′54″ сх. д. / 47.05278° пн. ш. 9.58167° сх. д.
- Найнижча: Бангзерфельд, (429 м), 47°15′57″ пн. ш. 09°32′14″ сх. д. / 47.26583° пн. ш. 9.53722° сх. д.